# Caso Marbury contra Madison
El caso Marbury contra Madison (5 U.S. 137 1803) es un proceso judicial abordado ante la Corte Suprema de los Estados Unidos y resuelto en 1803. El mismo surgió como resultado de una querella política a raíz de las elecciones presidenciales de 1800, en las que Thomas Jefferson, quien era un republicano demócrata, derrotó al entonces presidente John Adams, el cual era federalista. En los últimos días del gobierno saliente de Adams, el Congreso, dominado por los federalistas, estableció una serie de cargos judiciales, entre ellos 42 jueces de paz para el Distrito de Columbia. El Senado confirmó los nombramientos, el presidente los firmó y el secretario de Estado estaba encargado de sellar y entregar las actas de nombramiento. En el ajetreo de última hora, el secretario de Estado saliente no entregó las actas de nombramiento a cuatro jueces de paz, entre los que se contaba a William Marbury.
El nuevo secretario de Estado del gobierno del presidente Jefferson, James Madison, se negó a entregar las actas de nombramiento porque el nuevo gobierno estaba irritado por la maniobra de los federalistas de tratar de asegurarse el control de la judicatura con el nombramiento de miembros de su partido justo antes de cesar en el gobierno. Sin embargo Marbury recurrió a la Corte Suprema para que ordenara a Madison entregarle su acta.
Si el Tribunal fallaba a favor de Marbury, Madison todavía podría negarse a entregar el acta y el Tribunal Supremo no tendría manera de hacer cumplir la orden. Si la Corte se pronunciaba contra Marbury, se arriesgaba a someter el poder judicial a los partidarios de Jefferson al permitirles negar a Marbury el cargo que podía reclamar legalmente. El presidente del Tribunal John Marshall resolvió este dilema al decidir que el Tribunal Supremo no estaba facultado para dirimir este caso. Marshall dictaminó que la Sección 13 de la Ley Judicial, que otorgaba a la Corte estas facultades, era inconstitucional porque ampliaba la jurisdicción original del Tribunal de la jurisdicción definida por la misma Constitución. Al haber decidido no intervenir en este caso en particular, el Tribunal Supremo aseguró su posición como árbitro final de la ley.